# Kastor (Engelskirchen)

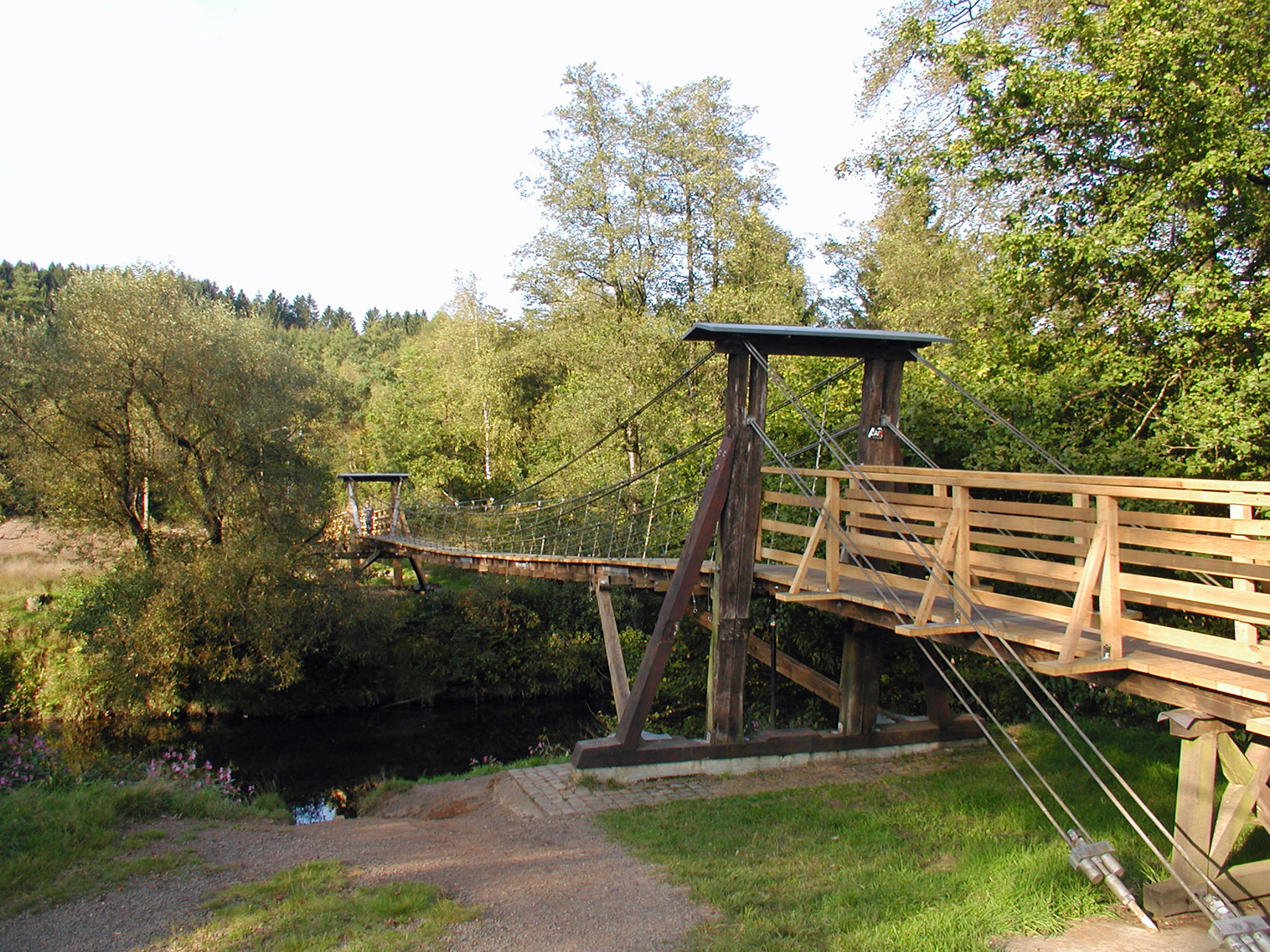
Renovierte Hängebrücke linke Aggerseite

Kastor ist eine Ortschaft von Loope in der Gemeinde Engelskirchen im Oberbergischen Kreis im Regierungsbezirk Köln in Nordrhein-Westfalen.

## Lage und Beschreibung
Der Ort liegt ca. 5,2 km vom Hauptort Engelskirchen entfernt.

## Geschichte
Industriearchäologische Funde erstrecken sich vor allem auf die Räume Kastor, Loope und Kaltenbach. Hier hatte sich über die mittelalterlichen Hammerwerke eine beachtliche bergbauliche Tätigkeit entwickelt.

## Grube Castor
Kastor war bis 31. Dezember 1974 ein Teil der ehemaligen Gemeinde Hohkeppel und gelangte im 19. Jahrhundert als Grube Castor zu größerer Bedeutung. 1861 wurde vor dem Mundloch des tiefen Stollens eine Aufbereitungsanlage zur Verarbeitung des Förderguts aus der Grube Castor errichtet. Sie blieb bis 1926 in Betrieb.
Da die Erze mit Loren auf die andere Seite der Agger gebracht werden mussten, erbaute man zwischen 1860 und 1870 eine hölzerne Schwungbrücke oder Hängebrücke. Der Eigentümer der Grundstücke hatte eine feste Holzbrücke nicht erlaubt, so wurden die Loren mit größter Vorsicht über die Brücke gefahren. Die Brücke wurde mehrmals erneuert und weckt noch Erinnerungen an den Betrieb der Grube Castor.